# Under the Bridge (TV-serie)
Under the Bridge är en amerikansk biografisk kriminaldramaserie vars första säsong hade USA-premiär på Hulu den 17 april 2024. Första säsongen består av åtta avsnitt och är baserad på verkliga händelser och på Rebecca Godfreys roman.

## Handling
Serien kretsar kring mordet på fjortonårga Reena Virk där sju flickor och en pojke anklagades för mordet.

## Rollista (i urval)
- Riley Keough - Rebecca Godfrey
- Izzy G. - Kelly Ellard
- Chloe Guidry - Josephine Bell
- Michael Buie - George Spiros
- Ezra Farouke Khan - Manjit Virk
- Archie Panjabi - Suman Virk
- Vritika Gupta - Reena Virk
- Javon Walton - Warren
- Aiyana Goodfellow - Dusty
- Lily Gladstone - Cam Bentland
- Anoop Desai - Raj Masihajjar